# Codex Amiatinus
Le Codex Amiatinus est un manuscrit de la traduction Vulgate de la Bible en latin, copié en Northumbrie à l'abbaye de Wearmouth ou de Jarrow  entre le milieu des années 690 et 716. Il est aujourd'hui conservé à la Bibliotheca Laurentiana de Florence sous la cote Amiatinus, cod. 1. Il est intégralement numérisé et peut être consulté en ligne .
L'Amiatinus est un des plus anciens témoins conservés des traductions latines de saint Jérôme réunies en un seul volume. Il a servi, avec d'autres manuscrits, à la reconstitution critique du texte des traductions de la Bible effectuées par saint Jérôme, dont les manuscrits originaux - déjà corrompus de son vivant par l'incurie des copistes - n'a pas survécu. L'Amiatinus est désigné dans les apparats des éditions critiques par le sigle A. Son texte contient très peu de leçons uniques, ce qui fait dire aux éditeurs critiques de la Vulgate que « tout l'intérêt de l'Amiatinus réside donc dans les leçons qu'il partage avec les manuscrits de son groupe ou des groupes voisins ».

## Description
Le document original mesure 49 cm sur 34 cm et 25 cm d'épaisseur. Il est composé de 1 030 feuillets de parchemin (vélin), assemblés en 131 cahiers, pour la plupart des quaternions ou cahiers de quatre bifeuillets.
Le texte est copié en écriture onciale, sur 2 colonnes par page, à raison de 44 lignes par colonne. Le texte est divisé en sections, conformes, pour les évangiles, aux divisions des canons d'Eusèbe de Césarée. Le découpage du texte per cola et commata tient lieu de ponctuation et de subdivision en versets. Le texte se présente sous la forme de courts paragraphes, commençant chacun par une ligne en saillie. Le système est inspiré de la mise en page des œuvres des orateurs de l'Antiquité. Il a été appliqué par saint Jérôme aux manuscrits de la Bible latine dans le but d'en faciliter la lecture publique en faisant correspondre la respiration aux unités de sens. Dans l'Amiatinus cependant les mots coupés en fin de ligne sont parfois très fréquents.

## Historique
Un bibliothécaire florentin, Angelo Maria Bandini, avait avancé l'hypothèse que l'auteur aurait pu être un nommé Servandus, disciple de Benoît de Nursie, et que cette copie aurait pu être effectuée au Mont Cassin aux alentours de 540. Cette théorie a été abandonnée dans la seconde moitié du XIXe siècle. Des chercheurs allemands avaient en effet remarqué que cette copie présentait beaucoup de similitudes avec des textes du IXe siècle. Et surtout, en 1888 Giovanni Battista de Rossi parvint à lire sous un grattage la dédicace originale du manuscrit citant Ceolfridus ("Ceolfrith" dans sa forme moderne), abbé des monastères de Wearmouth et Jarrow dans le Northumberland :

« Corpus ad eximii venerebile Petri/
Quem caput ecclesiæ dedicat alta fides/
Ceolfridus Anglorum extremis de finibus abbas/
Devoti affectus pignora mitto mei (...) »

— Samuel Berger.
À l'origine trois copies de la Bible avaient été commandées par Ceolfrith, en 692
,. Cette date est connue car les moines avaient obtenu le don de pâturages destinés à nourrir 2000 moutons afin de confectionner les feuilles de vélin nécessaires pour effectuer les copies. Dans son ouvrage Histoire ecclésiastique de l'Angleterre, l'érudit et historien anglais Bède le Vénérable (673–735) indique que le moine bénédictin Ceolfrid (642–716), abbé de Wearmouth et de Jarrow, également professeur de Bède, commanda trois grandes bibles au scriptorium de l'abbaye de Wearmouth–Jarrow. Deux d'entre elles furent placées dans les églises jumelles de Wearmouth et de Jarrow, tandis que la troisième était un présent pour le pape. Les bibles furent copiées à partir du Codex Grandior, du VIe siècle, aujourd'hui disparu. Des trois textes, seul l'exemplaire qui fut plus tard appelé Codex Amiatinus est parvenu jusqu'à nous. Exécuté par sept scribes, le manuscrit fut offert au pape Grégoire II par les compagnons de voyage de Ceolfrid, qui mourut sur la route de Rome le 25 septembre 716 à Langres. Le codex réapparaît au IXe siècle, à l'abbaye San Salvatore installée sur le flanc est du Mont Amiata au sud de Sienne, (d'où le nom Amiatinus qui lui a été donné). Il y restera jusqu'en 1786, date à laquelle il est transféré à la Bibliothèque laurentienne.